# Kútmérgezés (bűncselekmény)
A kútmérgezés a magyar büntetőjog egykori bűncselekménye, amelyet a Magyar Népköztársaság Büntető törvénykönyvéről szóló 1961. évi V. törvény vezetett be.

## Az 1961. évi V. törvényben
A kútmérgezést, mint bűncselekményt az 1961. évi V. törvény vezette be.
A bűncselekmény a törvény "A közbiztonság és a közrend elleni bűntettek" című, XII. fejezetében szerepelt és a 197. § rendelkezett róla. Ennek (1) bekezdése szerint: "Aki kutat, forrást, vízvezetéket vagy egyéb olyan víztárolót, amelynek vizét ivóvízként használják, az egészségre ártalmas anyaggal beszennyez, vagy vizét fogyasztásra más módon alkalmatlanná teszi, három évig terjedő szabadságvesztéssel büntetendő."
A (2) bekezdés szerint: "A büntetés két évtől nyolc évig terjedő szabadságvesztés, ha a bűntett folytán emberi életre veszély származott."
A (3) bekezdés a gondatlan elkövetést az (1) bekezdés esetében egy évig, a (2) bekezdés esetében három évig terjedő szabadságvesztéssel rendelte büntetni.
Az 1961. évi V. törvény a szabadságvesztés legrövidebb tartamát harminc napban határozta meg.

## Az 1978. évi IV. törvényben
A bűncselekmény a Büntető Törvénykönyvről szóló 1978. évi IV. törvényben már nem szerepelt.